# الدوية
قرية الدوية هي إحدى القرى التابعة لمركز بنى سويف في محافظة بني سويف في جمهورية مصر العربية. حسب إحصاءات سنة 2006، بلغ إجمالي السكان في الدوية 6783 نسمة، منهم 3433 رجل و3350 امرأة.